# Марга (Караш-Северин)
Марга (рум. Marga) насеље је у Румунији у округу Караш-Северин у општини Марга. Oпштина се налази на надморској висини од 483 m.

## Прошлост
Аустријски царски ревизор Ерлер је 1774. године констатовао да место припада Бистичком округу, Карансебешког дистрикта. Село има милитарски статус, ту је царинарница а становништво претежно влашко.

## Становништво
Према подацима из 2002. године у насељу је живело 1300 становника.

### Попис2002.
| Расподела становништва по националности 2002.‍ | Расподела становништва по националности 2002.‍ | Расподела становништва по националности 2002.‍ | Расподела становништва по националности 2002.‍ | Расподела становништва по националности 2002.‍ |
| --------------------------------------------- | --------------------------------------------- | --------------------------------------------- | --------------------------------------------- | --------------------------------------------- |
|                                               |                                               |                                               |                                               |                                               |
| Румуни                                        | Румуни                                        |                                               | 1.265                                         | 97,3%                                         |
| Мађари                                        | Мађари                                        |                                               | 7                                             | 0,5%                                          |
| Роми                                          | Роми                                          |                                               | 21                                            | 1,6%                                          |
| Украјинци                                     | Украјинци                                     |                                               | 7                                             | 0,5%                                          |

### Хронологија
| Година       | 1992 | 1993 | 1994 | 1995 | 1996 | 1997 | 1998 | 1999 | 2000 | 2001 | 2002 | 2003 | 2004 | 2005 | 2006 | 2007 | 2008 | 2009 | 2010 | 2011 | 2012 | 2013 | 2014 | 2015 | 2016 | 2017 |
| ------------ | ---- | ---- | ---- | ---- | ---- | ---- | ---- | ---- | ---- | ---- | ---- | ---- | ---- | ---- | ---- | ---- | ---- | ---- | ---- | ---- | ---- | ---- | ---- | ---- | ---- | ---- |
| Становништво | 1386 | 1372 | 1364 | 1359 | 1361 | 1341 | 1319 | 1297 | 1290 | 1273 | 1264 | 1252 | 1265 | 1247 | 1224 | 1211 | 1191 | 1181 | 1166 | 1154 | 1172 | 1155 | 1131 | 1105 | 1089 | 1065 |